# O lume dispărută (film din 1925)
O lume dispărută  (engleză: The Lost World) este un film SF de aventură american din 1925 regizat de Harry Hoyt. În rolurile principale joacă actorii Bessie Love, Lewis Stone, Wallace Beery, Lloyd Hughes, Alma Bennett. Efectele speciale au fost realizate de Willis O'Brien. Versiunea a fost considerată ca demnă de a fi păstrată pentru viitor de către Biblioteca Congresului, din Statele Unite, și depusă spre păstrare la Arhiva Națională de Film din SUA. Filmul este prima adaptare cinematografică a romanului omonim scris de Arthur Conan Doyle care a apărut în 1912.

## Prezentare

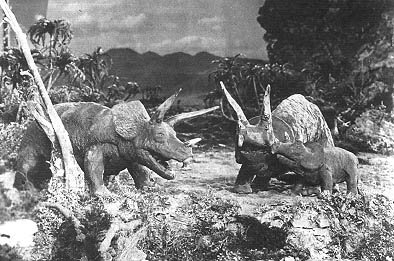
Scenă din film

Profesorul explorator Challenger (Wallace Beery) este ținta bătăii de joc a presei din Londra datorită afirmației sale potrivit căreia dinozaurii trăiesc în zonele îndepărtate ale Amazonului. Jurnalistul Edward Malone (Lloyd Hughes) află că această afirmație provine dintr-un jurnal dat lui de către Paula White (Bessie Love), fiica exploratorului și a colegului său Maple White. Ziarul lui Malone finanțează o expediție pentru a-l salva pe Maple White, care a rămas izolat pe partea de sus a unui platou înalt. Grupul, căruia i se alătură renumitul vânător John Roxton (Lewis Stone) și alții, ajunge în America de Sud. Aici ei găsesc într-adevăr un platou locuit de creaturi preistorice, una din aceste creaturi fiind prinsă și dusă la Londra.

## Distribuție
| Actor                  | Personaj              |                      |
| ---------------------- | --------------------- | -------------------- |
| Sir Arthur Conan Doyle | În rolul său          |                      |
| Bessie Love            | Paula White           |                      |
| Lewis Stone            | Sir John Roxton       |                      |
| Lloyd Hughes           | Edward Malone         |                      |
| Wallace Beery          | Profesorul Challenger |                      |
| Arthur Hoyt            | Profesorul Summerlee  |                      |
| Alma Bennett           | Gladys Hungerford     |                      |
| Virginia Browne Faire  | Marquette             | nemenționată         |
| Bull Montana           | Ape Man/Gomez         |                      |
| Francis Finch-Smiles   | Austin                |                      |
| Jules Cowes            | Zambo                 |                      |
| Margerette McWade      | Mrs. Challenger       |                      |
| George Bunny           | Colin McArdle         |                      |
| Charles Wellesly       | Major Hibbard         | nemenționat          |
| Nelson MacDowell       | Attorney              | nemenționat          |
| Chris-Pin Martin       | Purtător / Cannibal   | într-o scenă ștearsă |

## Vezi și
- The Ghost of Slumber Mountain (1918)